# Грейвс, Питер
Питер Грейвс (англ. Peter Graves, 18 марта 1926, Миннеаполис — 14 марта 2010, Лос-Анджелес) — американский актёр, наиболее известный по роли в телесериале «Миссия невыполнима», роль в котором принесла ему в 1970 году премию «Золотой глобус». Помимо этого также заметными стали его роли в фильмах «Красная планета Марс» (1952), «Убийцы из космоса» (1954), «Аэроплан!» (1980), «Аэроплан II: Продолжение» (1982) и «Ценности семейки Аддамс» (1993). В октябре 2009 года Грейвс удостоился звезды на Голливудской аллее славы за свой вклад в телевидение.
Актёр скончался от сердечного приступа 14 марта 2010 года, не дожив четырёх дней до своего 84-го дня рождения.